# La Grulla
La Grulla es una ciudad ubicada en el condado de Starr en el estado estadounidense de Texas. En el Censo de 2010 tenía una población de 1.622 habitantes y una densidad poblacional de 667,65 personas por km².

## Geografía
La Grulla se encuentra ubicada en las coordenadas 26°16′17″N 98°38′55″O / 26.27139, -98.64861. Según la Oficina del Censo de los Estados Unidos, La Grulla tiene una superficie total de 2.43 km², de la cual 2.43 km² corresponden a tierra firme y (0.11%) 0 km² es agua.

## Demografía
Según el censo de 2010, había 1.622 personas residiendo en La Grulla. La densidad de población era de 667,65 hab./km². De los 1.622 habitantes, La Grulla estaba compuesto por el 96.61% blancos, el 0.25% eran afroamericanos, el 0.06% eran amerindios, el 0.06% eran asiáticos, el 0% eran isleños del Pacífico, el 2.59% eran de otras razas y el 0.43% pertenecían a dos o más razas. Del total de la población el 98.09% eran hispanos o latinos de cualquier raza.